# Oie de Diepholz
 (décembre 2010).
La robuste oie de Diepholz est une oie des tourbières de l'ancien comté de Diepholz sélectionnée à la fin du XIXe siècle à partir de l'oie commune. 

## Caractéristiques
Cette oie très rustique ressemble physiquement fort à l'oie cendrée, hormis le plumage blanc, et appartient ainsi aux races rustiques légères. Elle a maintes fois été mise à contribution pour améliorer d'autres races d'oie, comme l'oie de Lippe. Des siècles durant, les capacités de marche de l'oie de Diepholz ont été mises en avant : elle devait en effet être amenée de Diepholz vers d'autres marchés et jusqu'aux lointaines Cologne et Brème. En ce qui concerne son alimentation, elle est très accommodante et consommera aussi des laiches. Ces traits caractéristiques viennent de son élevage dans de grandes régions de tourbières qui offrent de maigres ressources alimentaires. L'oie de Diepholz se meut sans problème sur des terrains plus pentus et est donc une oie de prairie robuste, qui jouit d'une popularité croissante, surtout en Suisse. La Confédération tient d'ailleurs aussi un livre généalogique et l'oie de Diepholz est comprise dans les animaux que la fondation Pro Specie Rara cherche à conserver en Suisse.

## Historique

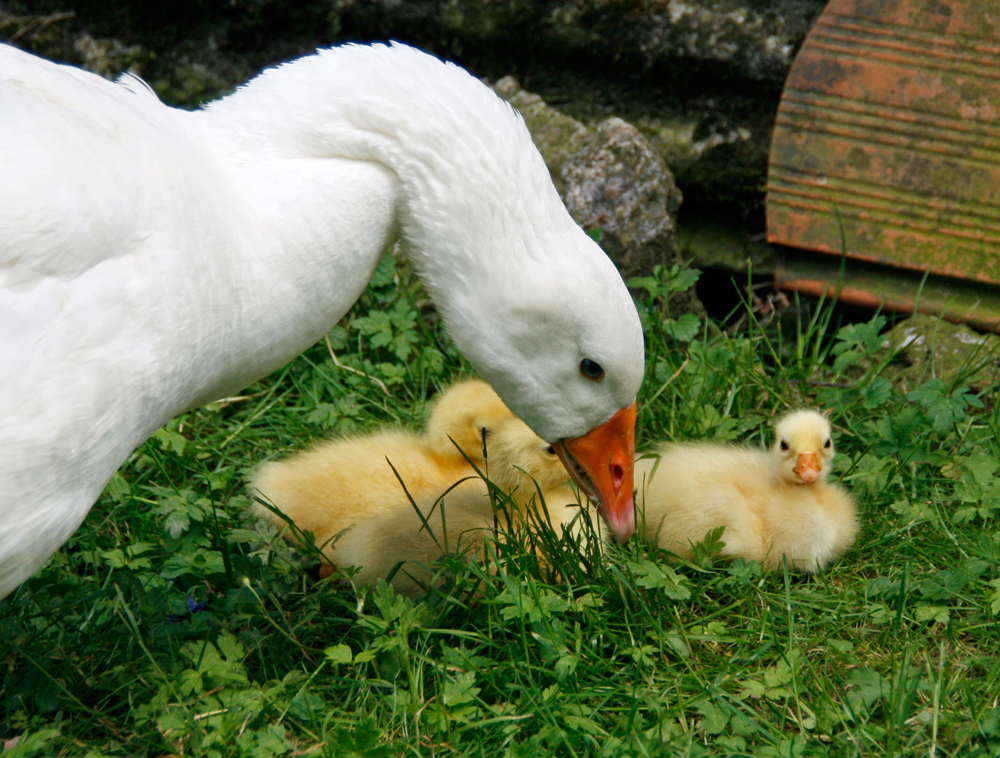
Une Oie et ses oisons appartenant à Pro Specie Rara.

L'élevage libre et extensif explique sa résistance innée et son appétit fort réputé. Peu avant la Seconde Guerre mondiale, les oies de Diepholz étaient amenées par milliers dans les prés communaux, ainsi que dans la Grande tourbière (Vechta). Pour autant que ces espaces ne fussent pas destinés à la tourbe, ils servaient à l'élevage des oies. Les animaux n'étaient ensuite rassemblés qu'avant la vente. L'élevage des oisons était également entièrement naturel et s'effectuait sans intervention humaine. L'oie rustique était donc obligée, dès son plus jeune âge, de s'affirmer au milieu d'une troupe de plusieurs milliers d'individus, était exposée aux intempéries et devait se satisfaire de la chiche pitance de laiche et d'herbe des prés de tourbières. Dans cet environnement libre et sauvage, il est naturel que de temps en temps, des troupes d'oies cendrées sauvages se mélangent aux troupes d'oies blanches « domestiques ». Ces accouplements ont permis de continuellement stabiliser la robustesse des troupes.
Les oies ainsi élevées pouvaient, sans compter les frais d'acheminement, être proposées au marché à meilleur prix que les animaux de ferme ou d'élevage intensif et ont permis de faire baisser substantiellement les prix. Elles constituaient un appoint non négligeable pour la population rurale de la région de Diepholz, autrement pauvre et chiche. Au début de l'industrialisation, l'oie rôtie était une spécialité recherchée dans le monde ouvrier en pleine croissance des vallées du Rhin et de la Ruhr, ainsi que dans les villes côtières prospères allemandes à la fin du XIXe.

## Utilisation
L'élevage naissant de races hybrides semblait avoir sonné le glas de la légère oie de Diepholz. Pour ces hybrides, ce sont des races lourdes, telles que l'oie d'Emden, l'oie de Poméranie et l'oie de Toulouse qui étaient préférées. Cela était et reste cependant un avantage pour l'oie de Diepholz d'être de la bonne taille pour des familles de moins en moins nombreuses.
Autre point positif dans le cadre d'un élevage sûr et attentionné : l'oie de Diepholz mène à bien seule et fidèlement à partir de la deuxième année de ponte, de septembre à mars, deux couvées de 12 œufs chacune, une caractéristique dont se sert volontiers l'élevage d'hybrides industriel.

## Notes et références

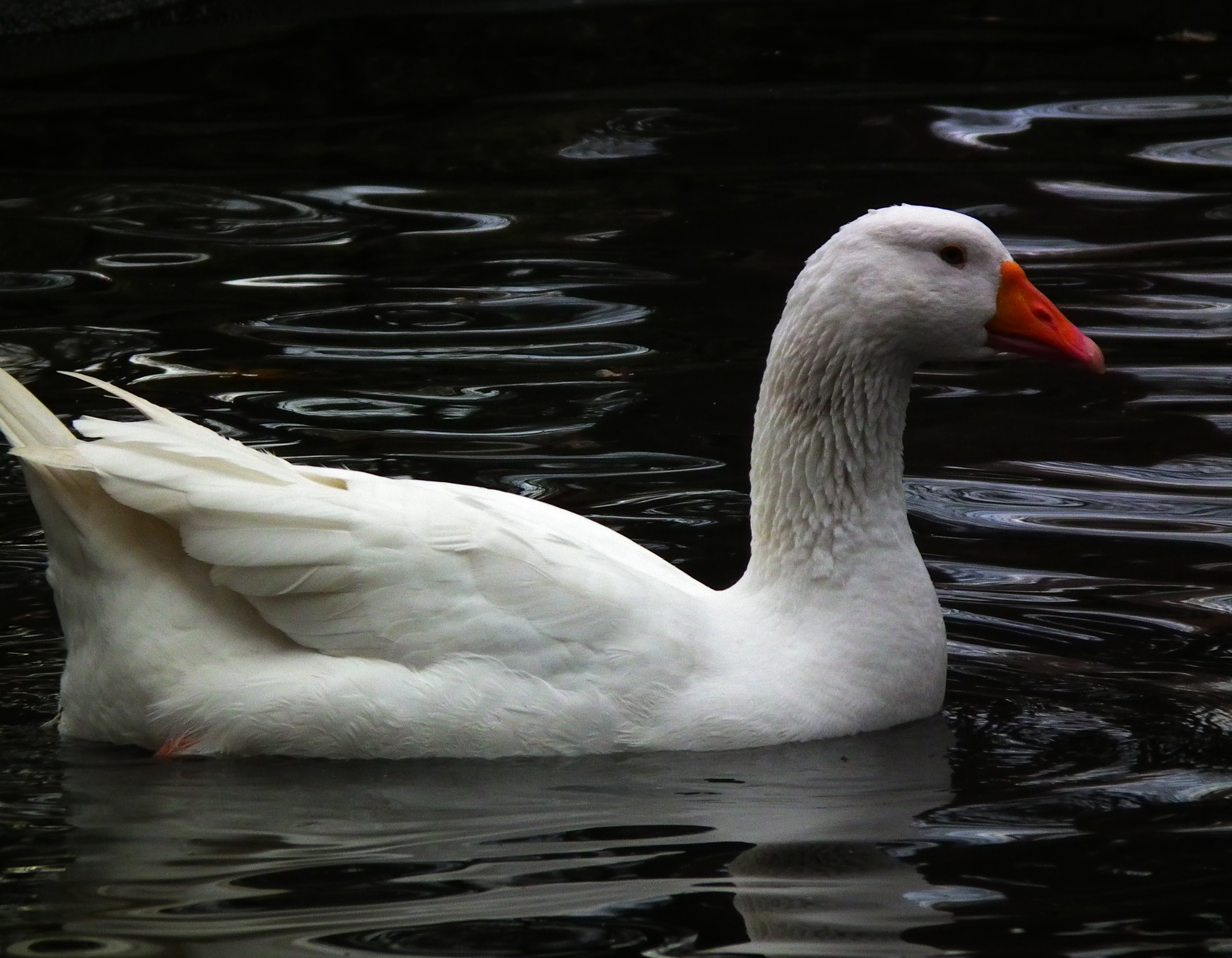
Oie de Diepholz